# Fundusz Rozwoju Kultury
Fundusz Rozwoju Kultury – centralny i regionalny instrument finansowy istniejący w latach 1982–1990, mający na celu stworzenie materialnych warunków dla rozwoju kultury polskiej.

## Utworzenie Funduszu
Na podstawie ustawy 1982 r. o Narodowej Radzie Kultury oraz o Funduszu Rozwoju Kultury ustanowiono Fundusz. Fundusz składał się z funduszy: centralnego, wojewódzkich, miejskich, miejsko-gminnych i gminnych. Zasady planowania Funduszy określał Minister Kultury i Sztuki po zasięgnięciu opinii właściwych komisji sejmowych.

## Dochody Funduszu
Dochodami funduszu centralnego były:
- udział w dochodach budżetu Państwa w wysokości 13,6% podatku od płać. Udział ten przekazywany był centralnie przez Ministra Finansów,
- dotacje z budżetu Państwa na finansowanie inwestycji w wysokości nakładów określonych w centralnym planie rocznym,
- wpłaty ze środków funduszu przeciwalkoholowego w wysokości 15% rocznych wpływów na ten fundusz,
- dobrowolne wpłaty, darowizny, zapisy osób fizycznych i prawnych oraz środki przekazywane przez fundacje,
- wpływy z imprez celowych organizowanych na rzecz Funduszu,
- dopłaty do cen artykułów użytku kulturalnego, ustalone przez Ministerstwa do Spraw Cen na wniosek Ministra Kultury i Sztuki w porozumieniu z Ministrem Finansów,
- inne dochody ustalone przez Radę Ministrów.

Dochodami funduszu centralnego były również:
- część środków dewizowych uzyskanych ze sprzedaży dóbr, usług i działalności kulturalnej przez przedsiębiorstwa, dla których organem założycielskim był Minister Kultury i Sztuki,
- środki dewizowe w wysokości określonej w centralnym planie rocznym.

Dochodami funduszów wojewódzkich były:
- środki przekazane z funduszu centralnego,
- udziały budżetów terenowych przeznaczone na finansowanie inwestycji w wysokości nakładów określonych w wojewódzkim planie rocznym,
- dobrowolne wpłaty z zakładowego funduszu socjalnego jednostek gospodarki uspołecznionej,
- środki przekazane przez rady narodowe z nadwyżek budżetowych,
- dobrowolne wpłaty, darowizny, zapisy osób fizycznych i prawnych oraz środki przekazywane przez fundacje,
- wpływy z imprez celowych organizowanych na rzecz Funduszu,
- stałe lub okresowe dopłaty do cen biletów wstępu na imprezy kulturalne.

Dochodami funduszów miejskich, miejsko-gminnych i gminnych były:
- środki przekazywane z funduszu wojewódzkiego,
- środki przekazywane z funduszu gminnego określono ustawą z 1972 r. o funduszu gminnym,
- środki przekazane przez radę narodową z nadwyżek budżetowych

## Przeznaczenie środków funduszu
Środki funduszu przeznaczane były na finansowanie:
- twórczości artystycznej oraz działalności instytucji artystycznych,
- ochrony dóbr kultury oraz muzealnictwa,
- bibliotek oraz rozwoju czytelnictwa,
- kinematografii,
- działalności domów kultury, klubów, świetlic oraz innych placówek upowszechniania kultury i sztuki,
- społecznego ruch kulturalnego oraz regionalnych stowarzyszeń kulturalnych,
- utrzymanie, budowy i rozbudowy obiektów oraz urządzeń służących działalności kulturalnej,
- dokształcania i doskonalenia zawodowego pracowników upowszechniania kultury,
- upowszechniania kultury polskiej za granicą oraz współpracy kulturalnej z zagranica,
- badań i analiz naukowych z zakresu kultury i sztuki,
- innych wydatków związanych z kulturą i sztuką.

## Zniesienie Funduszu
Na podstawie ustawy z 1990 r. o zniesieniu i likwidacji niektórych funduszy zlikwidowano Fundusz Rozwoju Kultury.